# Championnat d'Israël de football 2004-2005
Navigation
Championnat d'Israël 2003-2004 Championnat d'Israël 2005-2006
Le Championnat d'Israël de football 2004-2005 est la 53e édition de ce championnat.

## Classement
| Rang | Équipe               | Pts | J  | G  | N  | P  | Bp | Bc | Diff |
| ---- | -------------------- | --- | -- | -- | -- | -- | -- | -- | ---- |
| 1    | Maccabi Haïfa        | 71  | 33 | 21 | 8  | 4  | 66 | 27 | +39  |
| 2    | Maccabi Petah-Tikvah | 60  | 33 | 16 | 12 | 5  | 47 | 23 | +24  |
| 3    | MS Ashdod            | 50  | 33 | 15 | 5  | 13 | 48 | 44 | +4   |
| 4    | Betar Jérusalem      | 47  | 33 | 13 | 8  | 12 | 46 | 44 | +2   |
| 5    | Hapoël Nazrat Ilit   | 46  | 33 | 12 | 10 | 11 | 46 | 46 | 0    |
| 6    | Bnei Yehoudah        | 44  | 33 | 12 | 8  | 13 | 40 | 46 | -6   |
| 7    | Hapoël Petah-Tikvah  | 42  | 33 | 11 | 9  | 13 | 41 | 46 | -5   |
| 8    | Maccabi Tel-Aviv     | 40  | 33 | 10 | 10 | 13 | 31 | 42 | -11  |
| 9    | Hapoël Tel-Aviv      | 39  | 33 | 10 | 9  | 14 | 30 | 34 | -4   |
| 10   | Hapoël Bnei Sakhnin  | 36  | 33 | 10 | 6  | 17 | 40 | 51 | -11  |
| 11   | Hapoël Haïfa         | 35  | 33 | 9  | 8  | 16 | 36 | 44 | -8   |
| 12   | Hapoël Beer-Sheva    | 32  | 33 | 7  | 11 | 15 | 33 | 57 | -24  |

|  | Champion |
|  | Relégué  |

## Bilan de la saison
| Tableau d'Honneur                |                  |
| Compétition                      | Vainqueur        |
| Championnat d'Israël de football | Maccabi Haïfa    |
| Coupe d'Israël de football       | Maccabi Tel-Aviv |

| Promotions et relégations |                                   |
| Relégués en Liga Leumit   | Hapoël Haïfa Hapoël Beer-Sheva    |
| Promus en Ligat ha'Al     | Hapoël Kfar Sabah Maccabi Netanya |